# Светско првенство у хокеју на леду 2025.
Светско првенство у хокеју на леду 2025. (швед. Världsmästerskapet i ishockey för herrar 2025, дан. IIHF Verdensmesterskabet 2025) је 88. по реду такмичењу за титулу светског првака у хокеју на леду у организацији Светске хокејашке федерације (ИИХФ). Домаћини турнира су Шведска и Данска, а утакмице би требале да се играју у Стокхолму и Хернингу. Првенство ће се играти у периоду од 9. до 25. маја 2025. године.
Нови учесници су две првопласиране селекције са прошлогодишњег првенства прве дивизије, Мађарска и Словеније. На првенству као и претходних година учествовале 16 репрезентације подељене у две групе са по 8 екипа.
Титулу светског првака бранила је селекција Чешке. Као и на претходном првенству, на снази је била забрана учествовања за репрезентације Русије и Белорусије.
Титулу светског првака, укупно седму, освојила је репрезентација Сједињених Америчких Држава која је у финалу победила Швајцарску резултатом 1:0 после продужетака, док је у утакмици за бронзану медаљу селекција Шведска победила Данску 6:2. Из елитне дивизије испале су репрезентације Француске и Казахстана које су биле последње у својим групама.

## Домаћини
Одлука о домаћинима донета је на полугодишњем конгресу Међународне хокејашке федерације (IIHF) 2018. године на Малти, а званично је објављена 24. маја 2019. године на годишњем конгресу IIHF-а током Светског првенства у Братислави.
Све утакмице првенства играће се у две арене у два града, Стокхолму и Хернингу. Утакмице у Стокхолму играће се у Авичи арени капацитета око 16.000 места, док ће се утакмице у Хернингу играти у Јиске Банк Боксен арени капацитета 15.000 места. Утакмице групе А играће се у Стокхолму, док ће се утакмице групе Б играти у Хернингу. 
| Шведска                       | СтокхолмХернинг | Данска                                   |
| Стокхолм                      | СтокхолмХернинг | Хернинг                                  |
| Авичи арена Капацитет: 16.000 | СтокхолмХернинг | Јиске Банк Боксен арена Capacity: 15.000 |
|                               | СтокхолмХернинг |                                          |

## Учесници
На турниру као и претходних неколико година учествује укупно 16 репрезентација подељених у две групе са по 8 екипа. Директан пласман на првенство обезбедило је 14 првопласираних репрезентација са Светског првенства 2024. у Чешкој, те две најбоље пласиране селекције са Светског првенства прве дивизије 2024. (група А). Са европског континента долази 13 учесника, два учесника су из Северне Америке и један из Азије. У односу на претходну годину новалије на првенству су селекције Мађарска и Словеније.
Подела у прелиминарној рунди је заснована на светској ранг листи ИИХФ за 2024., формирану на крају Светског првенства 2024., користећи серпентински систем. Домаћини, Шведска и Данска, разврстани су у различите групе.
| Група А (Стокхолм) - Канада (1) - Финска} (3) - Шведска (7) - Словачка (9) - Летонија (10) - Аустрија (13) - Француска (14) - Словенија (19) | Група Б (Хернинг) - Чешка (4) - Швајцарска (5) - Сједињене Државе (6) - Немачка (8) - Данска (11) - Норвешка (12) - Казахстан (15) - Мађарска (18) |

## Систем такмичења
На турниру учествује укупно 16 репрезентација које су у основном делу подељене у две групе са по 8 екипа. Након седам одиграних кола групне фазе где се игра по једнокружном бод систему свако са сваким по 4 првопласиране селекције из обе групе такмичење настављају у четвртфиналу, док две последњепласиране екипе из обе групе испадају у нижи ранг такмичења. У случају да селекција Швајцарске у групи Б која је домаћин наредног СП 2026. заузме последње место у својој групи, у нижи ранг такмичења испада следећа најслабија репрезентација (дакле седмопласирана). Самим тим пласман на наредно светско првенство обезбедит ће 12 првопласираних селекција, плус домаћини Данска и Шведска.
Распоред бодова у групној фази одвија се по следећем систему:
- 3 бода - победа након 60 минута игре;
- 2 бода - победа након продужетка или после извођења пенала;
- 1 бод - пораз након продужетка или извођења пенала;
- 0 бодова - пораз након 60 минута игре.

У групној фази евентуални продужетак траје 5 минута, а игра се до „златног гола“ (победник је екипа која прва постигне погодак), док је у елиминационим фазама трајање продужетка 10 минута, изузев у финалу где продужетак траје 20 минута. У случају да у продужетку није постигнут погодак изводе се пенали. Пенал серију започињу по три играча оба тима, а победник је екипа која постигне више голова. Уколико је након почетне серије резултат и даље нерешен, извођење пенала се наставља „системом један за један“ све док једна од екипа не оствари предност.
Уколико су две или више екипа групну фазу завршиле са истим бројем бодова предност имају екипе које су имале бољи међусобни скор у директном дуелу, затим бољу гол разлику, потом више постигнутих голова, те на крају на основу пласмана на ИИХФ ранг листи.
Коначан пласман на позицијама од 5. до 16. места одређен је на основу резултата у групној и елиминационој фази.

## Прелиминарна рунда

### Група А
|  | Пласман у четвртфинале          |
|  | Испадање у Дивизију I - група A |

| #  | Репрезентација | Ут | П | Ппр | Ипр | И | ГД | ГП | ГР  | Бод |
| -- | -------------- | -- | - | --- | --- | - | -- | -- | --- | --- |
| 1. | Канада         | 7  | 6 | 0   | 1   | 0 | 34 | 7  | +27 | 19  |
| 2. | Шведска        | 7  | 6 | 0   | 0   | 1 | 28 | 8  | +20 | 18  |
| 3. | Финска         | 7  | 4 | 2   | 0   | 1 | 22 | 10 | +12 | 16  |
| 4. | Аустрија       | 7  | 2 | 2   | 0   | 3 | 21 | 18 | +3  | 10  |
| 5. | Летонија       | 7  | 3 | 0   | 0   | 4 | 17 | 25 | -8  | 9   |
| 6. | Словачка       | 7  | 2 | 0   | 1   | 4 | 9  | 24 | -15 | 7   |
| 7. | Словенија      | 7  | 1 | 0   | 1   | 5 | 9  | 29 | -20 | 4   |
| 8. | Француска      | 7  | 0 | 0   | 1   | 6 | 8  | 27 | -19 | 1   |

Извор:
Правила пласмана: 1) бодови; 2) међусобни сусрет; 3) међусобна гол-разлика; 4) међусобни број постигнутих голова; 5) резултат против најближе најбоље рангиране екипе ван изједначених екипа; 6) резултат против другопласиране екипе ван изједначених екипа; 7) носиоци пре турнира. 

| 9. мај 2025. 16:20 | Аустрија | 1 : 2 (1:2, 0:0, 0:0) | Финска | Авичи арена, Стокхолм Посетилаца: 6.822 |

| Извор              | Извор         | Извор                                         | Извор      | Извор |
| ------------------ | ------------- | --------------------------------------------- | ---------- | ----- |
|                    | Ате Толванен  | Голмани                                       | Јусе Сарос |       |
| Бернд Волф – 13:54 | 0:1 0:2 1:2   | 04:38 – Патрик Пуистола 07:06 – Јусо Персинен |            |       |
| 16 мин             | Искључења     | 28 мин                                        |            |       |
| 8                  | Шутеви на гол | 8                                             |            |       |

| 9. мај 2025. 20:20 | Шведска | 5 : 0 (3:0, 1:0, 1:0) | Словачка | Авичи арена, Стокхолм Посетилаца: 12.530 |

| Извор | Извор               | Извор   | Извор        | Извор |
| --- | ------------------- | ------- | ------------ | ----- |
| | Јакоб Маркстром     | Голмани | Патрик Рибар |       |
| Микаел Баклунд – 11:17 Лео Карлсон – 18:50 Јонас Бродин – 19:54 Елијас Линдхолм – 38:46 Мика Зибанеџад – 57:33 | 1:0 2:0 3:0 4:0 5:0 |         |              |       |
| 0 мин | Искључења           | 2 мин   |              |       |
| 20 | Шутеви на гол       | 15      |              |       |

| 10. мај 2025. 12:20 | Словенија | 0 : 4 (0:1, 0:3, 0:0) | Канада | Авичи арена, Стокхолм Посетилаца: 9.011 |

| Извор  | Извор           | Извор                                                                         | Извор       | Извор |
| ------ | --------------- | ----------------------------------------------------------------------------- | ----------- | ----- |
|        | Лукаш Корак     | Голмани                                                                       | Дилан Гаран |       |
|        | 0:1 0:2 0:3 0:4 | 07:22 – Бо Хорват 23:41 – Нејтан Мекинон 33:38 – Бо Хорват 36:55 – Ноа Добсон |             |       |
| 14 мин | Искључења       | 4 мин                                                                         |             |       |
| 11     | Шутеви на гол   | 44                                                                            |             |       |

| 10. мај 2025. 16:20 | Шведска | 4 : 2 (0:0, 1:1, 3:1) | Аустрија | Авичи арена, Стокхолм Посетилаца: 12.53 |

| Извор                                                                                         | Извор                 | Извор                                            | Извор        | Извор |
| --------------------------------------------------------------------------------------------- | --------------------- | ------------------------------------------------ | ------------ | ----- |
|                                                                                               | Самјуел Ерсон         | Голмани                                          | Давид Кикерт |       |
| Мика Зибанеџад – 33:26 Јонас Бродин – 57:41 Мика Зибанеџад – 57:53 Александер Венберг – 58:39 | 0:1 :1 1:2 :2 3:2 4:2 | 25:30 – Бењамин Баумгартнер 52:26 – Марко Каспер |              |       |
| 2 мин                                                                                         | Искључења             | 8 мин                                            |              |       |
| 25                                                                                            | Шутеви на гол         | 16                                               |              |       |

| 10 мај 2025. 20:20 | Француска | 1 : 4 (1:0, 0:1, 0:3) | Летонија | Авичи арена, Стокхолм Посетилаца: 7.564 |

| Извор               | Извор               | Извор                                                                                      | Извор               | Извор |
| ------------------- | ------------------- | ------------------------------------------------------------------------------------------ | ------------------- | ----- |
|                     | Кантен Папијон      | Голмани                                                                                    | Кристерс Гудлевскис |       |
| Дилан Фабре – 15:02 | 1:0 1:1 1:2 1:3 1:4 | 35:36 – Мартинж Џиеркалс 42:02 – Кристапс Зиле 58:36 – Данс Лочмелис 59:29 – Данс Лочмелис |                     |       |
| 8 мин               | Искључења           | 4 мин                                                                                      |                     |       |
| 19                  | Шутеви на гол       | 20                                                                                         |                     |       |

| 11 мај 2025. 12:20 | Словачка | 3 : 2 (2:0, 1:0, 0:2) | Словенија | Авичи арена, Стокхолм Посетилаца: 3.870 |

| Извор                                                                  | Извор           | Извор                  | Извор           | Извор |
| ---------------------------------------------------------------------- | --------------- | ---------------------- | --------------- | ----- |
|                                                                        | Самјуел Хлавај  | Голмани                | Матија Пинтарич |       |
| Себастијан Чедерле – 08:20 Павол Регенда – 09:26 Михал Криштоф – 31:12 | 1:0 2:0 3:0 3:1 | 46:29 – Кен Ограјеншек |                 |       |
| 10 мин                                                                 | Искључења       | 10 мин                 |                 |       |
| 39                                                                     | Шутеви на гол   | 18                     |                 |       |

| 11 мај 2025. 16:20 | Летонија | 1 : 7 (1:2, 0:3, 0:2) | Канада | Авичи арена, Стокхолм Посетилаца: 9.531 |

| Извор                    | Извор                           | Извор | Извор            | Извор |
| ------------------------ | ------------------------------- | --- | ---------------- | ----- |
|                          | Густавс Григалс                 | Голмани | Марк-Андре Флери |       |
| Едуардс Тралмакс – 07:05 | 1:0 1:1 1:2 1:3 1:4 1:5 1:6 1:7 | 09:30 – Тревис Конекни 10:31 – Нејтан Мекинон 27:11 – Кент Џонсон 31:10 – Кент Џонсон 39:36 – Тревис Конекни 45:09 – Меклин Селебрини 55:18 – Берет Хејтон |                  |       |
| 12 мин                   | Искључења                       | 12 мин |                  |       |
| 17                       | Шутеви на гол                   | 37 |                  |       |

| 11 мај 2025. 20:20 | Финска | 4 : 3 (0:0, 1:1, 2:2, 1:0) | Француска | Авичи арена, Стокхолм Посетилаца: 3.832 |

| Извор                                                                                    | Извор                      | Извор                                                     | Извор        | Извор |
| ---------------------------------------------------------------------------------------- | -------------------------- | --------------------------------------------------------- | ------------ | ----- |
|                                                                                          | Емил Ларми                 | Голмани                                                   | Антоан Келер |       |
| Теуво Теравајнен – 37:33 Ели Толванен – 58:27 Ели Толванен – 59:32 Јусо Персинен – 61:24 | 0:1 :1 1:2 1:3 2:3 3:3 4:3 | 28:01 – Филип Бозон 50:57 – Тим Бозон 57:18 – Жордан Перe |              |       |
| 6 мин                                                                                    | Искључења                  | 4 мин                                                     |              |       |
| 51                                                                                       | Шутеви на гол              | 19                                                        |              |       |

| 12 мај 2025. 16:20 | Аустрија | 3 : 2 (пен.) (2:0, 0:1, 0:1, 0:0, 1:0) | Словачка | Авичи арена, Стокхолм Посетилаца: 4.375 |

| Извор | Извор                  | Извор | Извор          | Извор |
| --- | ---------------------- | --- | -------------- | ----- |
| | Давид Кикерт           | Голмани | Самјуел Хлавај |       |
| Петер Шнајдер – 07:33 Марко Каспер – 11:22 Марко Каспер Доминик Цвергер Бењамин Баумгартнер Лукас Хаудум Петер Шнајдер | 1:0 2:0 2:1 2:2 Пенали | 26:15 – Самјуел Хончек 50:53 – Матуш Сукел Максим Чајкович Мартин Хромиак Далибор Дворски Роберт Лантоши Михал Криштоф |                |       |
| 8 мин | Искључења              | 4 мин |                |       |
| 22 | Шутеви на гол          | 33 |                |       |

| 12 мај 2025. 20:20 | Финска | 1 : 2 (0:1, 0:1, 1:0) | Шведска | Авичи арена, Стокхолм Посетилаца: 12.530 |

| Извор                | Извор         | Извор                                    | Извор            | Извор |
| -------------------- | ------------- | ---------------------------------------- | ---------------- | ----- |
|                      | Јусе Сарос    | Голмани                                  | Џејкоб Маркстром |       |
| Хари Песонен – 53:04 | 0:1 0:2 1:2   | 04:45 – Лео Карлсон 27:23 – Јонас Бродин |                  |       |
| 8 мин                | Искључења     | 2 мин                                    |                  |       |
| 19                   | Шутеви на гол | 41                                       |                  |       |

| 13 мај 2025. 16:20 | Словенија | 2 : 5 (0:0, 2:4, 0:1) | Летонија | Авичи арена, Стокхолм Посетилаца: 3.423 |

| Извор                                       | Извор                       | Извор | Извор               | Извор |
| ------------------------------------------- | --------------------------- | --- | ------------------- | ----- |
|                                             | Лукаш Хорак                 | Голмани | Кристерс Гудлевскис |       |
| Марцел Макховец– 22:40 Блаж Грегорц – 32:54 | 1:0 1:1 1:2 1:3 2:3 2:4 2:5 | 28:50 – Кристијанс Рубинс 32:02 – Анри Равинскис 32:23 – Мартинш Џиеркалс 33:45 – Данс Лочмелис 54:16 – Едуардс Тралмакс |                     |       |
| 0 мин                                       | Искључења                   | 4 мин |                     |       |
| 18                                          | Шутеви на гол               | 24 |                     |       |

| 13 мај 2025. 20:20 | Канада | 5 : 0 (2:0, 1:0, 2:0) | Француска | Авичи арена, Стокхолм Посетилаца: 4.124 |

| Извор                                                                                            | Извор               | Извор   | Извор         | Извор |
| ------------------------------------------------------------------------------------------------ | ------------------- | ------- | ------------- | ----- |
|                                                                                                  | Џордан Бинигтон     | Голмани | Жулијан Жунца |       |
| Бо Хорват – 06:32 Вил Кули – 12:11 Сидни Крозби – 37:31 Бо Хорват – 43:57 Брендон Монтур – 51:05 | 1:0 2:0 3:0 4:0 5:0 |         |               |       |
| 2 мин                                                                                            | Искључења           | 4 мин   |               |       |
| 36                                                                                               | Шутеви на гол       | 15      |               |       |

| 14 мај 2025. 16:20 | Словачка | 2 : 1 (0:0, 1:1, 1:0) | Француска | Авичи арена, Стокхолм Посетилаца: 2.915 |

| Извор                                          | Извор          | Извор             | Извор        | Извор |
| ---------------------------------------------- | -------------- | ----------------- | ------------ | ----- |
|                                                | Самјуел Хлавај | Голмани           | Антоан Келер |       |
| Мартин Хромиак – 29:32 Мислав Росандић – 49:13 | 1:0 1:1 2:1    | 34:34 – Луј Будон |              |       |
| 56 мин                                         | Искључења      | 35 мин            |              |       |
| 35                                             | Шутеви на гол  | 20                |              |       |

| 14 мај 2025. 20:20 | Летонија | 0 : 6 (0:0, 0:2, 0:4) | Шведска | Авичи арена, Стокхолм Посетилаца: 12.530 |

| Извор  | Извор                   | Извор | Извор         | Извор |
| ------ | ----------------------- | --- | ------------- | ----- |
|        | Кристерс Гудлевскис     | Голмани | Самјуел Ерсон |       |
|        | 0:1 0:2 0:3 0:4 0:5 0:6 | 30:15 – Расмус Андерсон 30:27 – Антоан Бенгтсон 40:36 – Лукас Рејмонд 48:32 – Адам Ларсон 50:46 – Мика Зибанеџад 58:49 – Елијас Линдхолм |               |       |
| 10 мин | Искључења               | 4 мин |               |       |
| 20     | Шутеви на гол           | 27 |               |       |

| 15 мај 2025. 16:20 | Финска | 9 : 1 (3:0, 4:1, 2:0) | Словенија | Авичи арена, Стокхолм Посетилаца: 3.875 |

| Извор | Извор                                   | Извор              | Извор           | Извор |
| --- | --------------------------------------- | ------------------ | --------------- | ----- |
| | Јусе Сарос                              | Голмани            | Матија Пинтарич |       |
| Мико Лехтонен – 02:43 Мико Лехтонен – 07:26 Вили Саријарви – 11:33 Ели Толванен – 26:52 Лени Хјаменахо – 28:32 Ели Толванен – 35:42 Ели Толванен – 39:35 Николас Мантипало – 42:28 Ели Толванен – 52:54 | 1:0 2:0 3:0 3:1 4:1 5:1 6:1 7:1 8:1 9:1 | 24:00 – Бине Машич |                 |       |
| 2 мин | Искључења                               | 4 мин              |                 |       |
| 37 | Шутеви на гол                           | 17                 |                 |       |

| 15 мај 2025. 20:20 | Канада | 5 : 1 (0:1, 2:0, 3:0) | Аустрија | Авичи арена, Стокхолм Посетилаца: 5.259 |

| Извор | Извор                  | Извор               | Извор            | Извор |
| --- | ---------------------- | ------------------- | ---------------- | ----- |
| | Марк-Андре Флери       | Голмани             | Флоријан Ворауер |       |
| Нејтан Мекинон – 21:59 Нејтан Мекинон – 33:10 Тревис Конекни – 48:32 Вил Кули – 51:42 Сидни Крозби – 58:27 | 0:1 :1 2:1 3:1 4:1 5:1 | 11:20 – Винценц Рер |                  |       |
| 4 мин | Искључења              | 4 мин               |                  |       |
| 52 | Шутеви на гол          | 16                  |                  |       |

| 16. мај 2025. 16:20 | Аустрија | 5 : 2 (3:0, 0:0, 2:2) | Француска | Авичи арена, Стокхолм Посетилаца: 4.873 |

| Извор | Извор                       | Извор                                         | Извор                       | Извор |
| --- | --------------------------- | --------------------------------------------- | --------------------------- | ----- |
| | Давид Кикерт                | Голмани                                       | Антоан Келер Кантен Папијон |       |
| Марко Каспер – 00:39 Винценц Рер – 07:58 Рамон Шнецер – 15:30 Марко Каспер – 57:56 Петер Шнајдер – 59:09 | 1:0 2:0 3:0 3:1 4:1 4:2 5:2 | 50:09 – Жордан Пере 58:26 – Пјер-Едуар Белмар |                             |       |
| 14 мин                                                                                                   | Искључења                   | 6 мин                                         |                             |       |
| 24 | Шутеви на гол               | 23                                            |                             |       |

| 16. мај 2025. 20:20 | Шведска | 4 : 0 (0:0, 2:0, 2:0) | Словенија | Авичи арена, Стокхолм Посетилаца: 12.530 |

| Извор                                                                                           | Извор           | Извор   | Извор       | Извор |
| ----------------------------------------------------------------------------------------------- | --------------- | ------- | ----------- | ----- |
|                                                                                                 | Јакоб Маркстром | Голмани | Лукас Хорак |       |
| Елијас Линдхолм – 25:04 Елијас Линдхолм – 38:05 Елијас Линдхолм – 51:13 Маркус Јохансон – 56:08 | 1:0 2:0 3:0 4:0 |         |             |       |
| 2 мин                                                                                           | Искључења       | 6 мин   |             |       |
| 60                                                                                              | Шутеви на гол   | 9       |             |       |

| 17. мај 2025. 12:20 | Финска | 2 : 1 (0:0, 1:0, 1:1) | Летонија | Авичи арена, Стокхолм Посетилаца: 12.530 |

| Извор                                       | Извор         | Извор                 | Извор               | Извор |
| ------------------------------------------- | ------------- | --------------------- | ------------------- | ----- |
|                                             | Јусе Сарос    | Голмани               | Кристерс Гудлевскис |       |
| Јусо Персинен – 27:37 Мико Лехтонен – 50:55 | 1:0 2:0 2:1   | 55:09 – Родриго Аболс |                     |       |
| 12 мин                                      | Искључења     | 18 мин                |                     |       |
| 23                                          | Шутеви на гол | 35                    |                     |       |

| 17. мај 2025. 16:20 | Француска | 0 : 4 (0:2, 0:1, 0:1) | Шведска | Авичи арена, Стокхолм Посетилаца: 12.530 |

| Извор | Извор           | Извор                                                                                       | Извор         | Извор |
| ----- | --------------- | ------------------------------------------------------------------------------------------- | ------------- | ----- |
|       | Антоан Келер    | Голмани                                                                                     | Самјуел Ерсон |       |
|       | 0:1 0:2 0:3 0:4 | 13:27 – Лукас Рејмонд 14:25 – Емил Хејнеман 24:39 – Елијас Линдхолм 44:05 – Исак Лундестрем |               |       |
| 8 мин | Искључења       | 10 мин                                                                                      |               |       |
| 15    | Шутеви на гол   | 36                                                                                          |               |       |

| 17. мај 2025. 20:20 | Канада | 7 : 0 (2:0, 3:0, 2:0) | Словачка | Авичи арена, Стокхолм Посетилаца: 12.530 |

| Извор | Извор                       | Извор   | Извор                   | Извор |
| --- | --------------------------- | ------- | ----------------------- | ----- |
| | Џордан Бинингтон            | Голмани | Патрик Рибар Адам Хуска |       |
| Брендон Монтур Тајсон Форстер – 15:48 Сидни Крозби – 23:25 Меклин Селебрини – 38:08 Нејтан Мекинон – 38:59 Сидни Крозби – 46:58 Нејтан Мекинон – 48:34 | 1:0 2:0 3:0 4:0 5:0 6:0 7:0 |         |                         |       |
| 6 мин | Искључења                   | 10 мин  |                         |       |
| 44 | Шутеви на гол               | 14      |                         |       |

| 18. мај 2025. 16:20 | Словенија | 2 : 3 (пен) (1:1, 0:0, 1:1, 0:0, 0:1) | Аустрија | Авичи арена, Стокхолм Посетилаца: 3.457 |

| Извор                                                                               | Извор                 | Извор | Извор        | Извор |
| ----------------------------------------------------------------------------------- | --------------------- | --- | ------------ | ----- |
|                                                                                     | Лукас Хорак           | Голмани | Давид Кикерт |       |
| Блаж Грегорц – 09:53 Роберт Саболич – 53:01 Јан Дрозг Роберт Саболич Кен Ограјеншек | 1:0 1:1 1:2 :2 Пенали | 13:49 – Доминик Цвергер 50:20 – Брајан Леблер Марко Каспер Лукас Хаудум Доминик Цвергер Бењамин Баумгартнер |              |       |
| 10 мин                                                                              | Искључења             | 10 мин |              |       |
| 16                                                                                  | Шутеви на гол         | 33 |              |       |

| 18. мај 2025. 20:20 | Словачка | 1 : 5 (1:1, 0:3, 0:1) | Летонија | Авичи арена, Стокхолм Посетилаца: 7.894 |

| Извор                      | Извор                  | Извор | Извор               | Извор |
| -------------------------- | ---------------------- | --- | ------------------- | ----- |
|                            | Самјуел Хлавај         | Голмани | Кристерс Гудлевскис |       |
| Себастијан Чедерле – 09:16 | 0:1 :1 1:2 1:3 1:4 1:5 | 02:44 – Харалдс Егле 21:31 – Данс Лочмелис 25:52 – Рихардс Букартс 34:29 – Томс Андерсонс 56:22 – Родриго Аболс |                     |       |
| 6 мин                      | Искључења              | 6 мин |                     |       |
| 27                         | Шутеви на гол          | 31 |                     |       |

| 19. мај 2025. 16:20 | Француска | 1 : 3 (0:2, 0:0, 1:1) | Словенија | Авичи арена, Стокхолм Посетилаца: 3.273 |

| Извор             | Извор           | Извор                                                       | Извор      | Извор |
| ----------------- | --------------- | ----------------------------------------------------------- | ---------- | ----- |
|                   | Кантен Папијон  | Голмани                                                     | Лукш Хорак |       |
| Тим Бозон – 58:05 | 0:1 0:2 1:2 1:3 | 09:22 – Жан Језовшек 16:21 – Ник Симшич 59:45 – Матиц Торок |            |       |
| 8 мин             | Искључења       | 4 мин                                                       |            |       |
| 29                | Шутеви на гол   | 25                                                          |            |       |

| 19. мај 2025. 20:20 | Канада | 1 : 2 (пен) (0:0, 1:0, 1:1, 0:0, 0:1) | Финска | Авичи арена, Стокхолм Посетилаца: 12.530 |

| Извор                                                                                    | Извор            | Извор                                                                                | Извор      | Извор |
| ---------------------------------------------------------------------------------------- | ---------------- | ------------------------------------------------------------------------------------ | ---------- | ----- |
|                                                                                          | Марк-Андре Флери | Голмани                                                                              | Јусе Сарос |       |
| Рајан О’Рајли – 37:57 Рајан О’Рајли Кент Џонсон Сидни Крозби Нејтан Мекинон Адам Фантили | 1:0 1:1 Пенали   | 47:01 – Патрик Пуистола Теуво Теравајнен Ели Толванен Микаел Пјухтија Лени Хјаменахо |            |       |
| 8 мин                                                                                    | Искључења        | 4 мин                                                                                |            |       |
| 38                                                                                       | Шутеви на гол    | 22                                                                                   |            |       |

| 20. мај 2025. 12:20 | Летонија | 1 : 6 (0:1, 1:2, 0:3) | Аустрија | Авичи арена, Стокхолм Посетилаца: 4.973 |

| Извор | Извор         | Извор | Извор | Извор |
| ----- | ------------- | ----- | ----- | ----- |
|       |               |       |       |       |
|       |               |       |       |       |
| 6 мин | Искључења     | 8 мин |       |       |
| 29    | Шутеви на гол | 24    |       |       |

| 20. мај 2025. 16:20 | Словачка | 1 : 2 (0:1, 0:1, 1:0) | Финска | Авичи арена, Стокхолм Посетилаца: 10.467 |

| Извор | Извор         | Извор | Извор | Извор |
| ----- | ------------- | ----- | ----- | ----- |
|       |               |       |       |       |
|       |               |       |       |       |
| 8 мин | Искључења     | 6 мин |       |       |
| 30    | Шутеви на гол | 24    |       |       |

| 20. мај 2025. 20:20 | Шведска | 3 : 5 (1:3, 1:1, 1:1) | Канада | Авичи арена, Стокхолм Посетилаца: 12.530 |

| Извор  | Извор         | Извор  | Извор | Извор |
| ------ | ------------- | ------ | ----- | ----- |
|        |               |        |       |       |
|        |               |        |       |       |
| 10 мин | Искључења     | 12 мин |       |       |
| 28     | Шутеви на гол | 24     |       |       |

### Група Б
|  | Пласман у четвртфинале          |
|  | Испадање у Дивизију I - група A |

| #  | Репрезентација   | Ут | П | Ппр | Ипр | И | ГД | ГП | ГР  | Бод |
| -- | ---------------- | -- | - | --- | --- | - | -- | -- | --- | --- |
| 1. | Швајцарска       | 7  | 6 | 0   | 1   | 0 | 34 | 9  | +25 | 19  |
| 2. | Сједињене Државе | 7  | 5 | 1   | 0   | 1 | 34 | 14 | +20 | 17  |
| 3. | Чешка            | 7  | 5 | 1   | 0   | 1 | 35 | 14 | +21 | 17  |
| 4. | Данска           | 7  | 3 | 1   | 0   | 3 | 25 | 24 | +1  | 11  |
| 5. | Немачка          | 7  | 3 | 0   | 1   | 3 | 20 | 22 | -2  | 10  |
| 6. | Норвешка         | 7  | 1 | 0   | 1   | 5 | 13 | 24 | -11 | 4   |
| 7. | Мађарска         | 7  | 1 | 0   | 0   | 6 | 8  | 39 | -31 | 3   |
| 8. | Казахстан        | 7  | 1 | 0   | 0   | 6 | 9  | 32 | -23 | 3   |

Извор:
Правила пласмана: 1) бодови; 2) међусобни сусрет; 3) међусобна гол-разлика; 4) међусобни број постигнутих голова; 5) резултат против најближе најбоље рангиране екипе ван изједначених екипа; 6) резултат против другопласиране екипе ван изједначених екипа; 7) носиоци пре турнира. 

| 9. мај 2025. 16:20 | Швајцарска | 4 : 5 (пр) (2:1, 0:2, 2:1, 0:1) | Чешка | Јиске Банк Боксен арена, Хернинг Посетилаца: 10.500 |

| Извор                                                                                   | Извор                              | Извор | Извор          | Извор |
| --------------------------------------------------------------------------------------- | ---------------------------------- | --- | -------------- | ----- |
|                                                                                         | Леонардо Ђенони                    | Голмани | Карел Вејмелка |       |
| Кристијан Марти – 01:34 Дамијен Рије – 17:50 Сандро Шмид – 41:21 Свен Андригето – 49:00 | 1:0 2:0 2:1 2:2 2:3 :3 4:3 4:4 4:5 | 19:41 – Матеј Странски 26:01 – Филип Задина 35:33 – Филип Пирохта 56:13 – Лукаш Седлак 62:30 – Роман Червенка |                |       |
| 6 мин                                                                                   | Искључења                          | 4 мин |                |       |
| 20                                                                                      | Шутеви на гол                      | 29 |                |       |

| 9. мај 2025. 20:20 | Данска | 0 : 5 (0:1, 0:2, 0:2) | Сједињене Државе | Јиске Банк Боксен арена, Хернинг Посетилаца: 10.500 |

| Извор | Извор               | Извор                                                                                                   | Извор      | Извор |
| ----- | ------------------- | --- | ---------- | ----- |
|       | Фредерик Диков      | Голмани                                                                                                 | Џои Дакорд |       |
|       | 0:1 0:2 0:3 0:4 0:5 | 17:52 – Катер Готје 23:59 – Логан Кули 28:32 – Мети Бенијерс 49:31 – Мејсон Лорај 56:16 – Мети Бенијерс |            |       |
| 8 мин | Искључења           | 6 мин                                                                                                   |            |       |
| 26    | Шутеви на гол       | 48 |            |       |

| 10. мај 2025. 12:20 | Норвешка | 1 : 2 (1:0, 0:1, 1:0) | Казахстан | Јиске Банк Боксен арена, Хернинг Посетилаца: 3.588 |

| Извор                     | Извор          | Извор                                           | Извор           | Извор |
| ------------------------- | -------------- | ----------------------------------------------- | --------------- | ----- |
|                           | Тобијас Норман | Голмани                                         | Максим Павленко |       |
| Јоханес Јоханесен – 05:33 | 1:0 1:1 1:2    | 25:08 – Роман Старченко 52:08 – Владимир Волков |                 |       |
| 8 мин                     | Искључења      | 8 мин                                           |                 |       |
| 31                        | Шутеви на гол  | 21                                              |                 |       |

| 10. мај 2025. 16:20 | Немачка | 6 : 1 (2:0, 2:0, 2:1) | Мађарска | Јиске Банк Боксен арена, Хернинг Посетилаца: 6.184 |

| Извор | Извор                       | Извор                | Извор       | Извор |
| --- | --------------------------- | -------------------- | ----------- | ----- |
| | Филип Грубауер              | Голмани              | Бенце Балиж |       |
| Доминик Кахун – 10:54 Џошуа Самански – 16:09 Лукас Келбле – 34:09 Фредерик Тифелс – 39:44 Александер Ел – 45:54 Доминик Кахун – 59:09 | 1:0 2:0 3:0 4:0 5:0 5:1 6:1 | 48:29 – Герге Амбруш |             |       |
| 4 мин | Искључења                   | 8 мин                |             |       |
| 35 | Шутеви на гол               | 19                   |             |       |

| 10. мај 2025. 20:20 | Данска | 2 : 5 (0:1, 2:2, 0:2) | Швајцарска | Јиске Банк Боксен арена, Хернинг Посетилаца: 10.095 |

| Извор                                               | Извор                      | Извор                                                                                            | Извор         | Извор |
| --------------------------------------------------- | -------------------------- | ------------------------------------------------------------------------------------------------ | ------------- | ----- |
|                                                     | Себастијан Дам             | Голмани                                                                                          | Стефан Шарлен |       |
| Оскар Фискер Мелгор – 22:09 Јоаким Бликфелд – 28:59 | 0:1 :1 2:1 2:2 2:3 2:4 2:5 | 14:41 – Нико Хишир 35:40 – Тајлер Мој 38:34 – Тајлер Мој 45:19 – Дамијен Рије 58:49 – Нико Хишир |               |       |
| 8 мин                                               | Искључења                  | 8 мин                                                                                            |               |       |
| 15                                                  | Шутеви на гол              | 35                                                                                               |               |       |

| 11. мај 2025. 12:20 | Сједињене Државе | 6 : 0 (2:0, 1:0, 3:0) | Мађарска | Јиске Банк Боксен арена, Хернинг Посетилаца: 4.041 |

| Извор | Извор                   | Извор   | Извор    | Извор |
| --- | ----------------------- | ------- | -------- | ----- |
| | Џереми Свејман          | Голмани | Адам Вај |       |
| Френк Назар – 14:07 Френк Назар – 16:54 Катер Готје – 30:02 Катер Готје – 41:13 Конор Гарланд – 41:54 Логан Кули – 54:26 | 1:0 2:0 3:0 4:0 5:0 6:0 |         |          |       |
| 4 мин | Искључења               | 6 мин   |          |       |
| 39 | Шутеви на гол           | 13      |          |       |

| 11. мај 2025. 16:20 | Немачка | 4 : 1 (1:1, 1:0, 2:0) | Казахстан | Јиске Банк Боксен арена, Хернинг Посетилаца: 4.733 |

| Извор                                                                                            | Извор               | Извор                   | Извор           | Извор |
| ------------------------------------------------------------------------------------------------ | ------------------- | ----------------------- | --------------- | ----- |
|                                                                                                  | Матијас Нидербергер | Голмани                 | Максим Павленко |       |
| Максимилијан Кастнер – 13:09 Војћех Стаховијак – 34:53 Лукас Реихел – 41:49 Лукас Келбле – 45:33 | 0:1 :1 2:1 3:1 4:1  | 03:05 – Никита Михајлис |                 |       |
| 4 мин                                                                                            | Искључења           | 0 мин                   |                 |       |
| 33                                                                                               | Шутеви на гол       | 21                      |                 |       |

| 11. мај 2025. 20:20 | Норвешка | 1 : 2 (0:0, 1:2, 0:0) | Чешка | Јиске Банк Боксен арена, Хернинг Посетилаца: 4.791 |

| Извор                 | Извор         | Извор                                     | Извор          | Извор |
| --------------------- | ------------- | ----------------------------------------- | -------------- | ----- |
|                       | Јонас Арнцен  | Голмани                                   | Карел Вејмелка |       |
| Стиан Солберг – 28:03 | 0:1 :1 1:2    | 22:14 – Јакуб Флек 33:20 – Давид Пастрњак |                |       |
| 6 мин                 | Искључења     | 6 мин                                     |                |       |
| 23                    | Шутеви на гол | 33                                        |                |       |

| 12 мај 2025. 16:20 | Сједињене Државе | 0 : 3 (0:2, 0:0, 0:1) | Швајцарска | Јиске Банк Боксен арена, Хернинг Посетилаца: 5.741 |

| Извор | Извор         | Извор                                                           | Извор           | Извор |
| ----- | ------------- | --------------------------------------------------------------- | --------------- | ----- |
|       | Џои Дакорд    | Голмани                                                         | Леонардо Ђенони |       |
|       | 0:1 0:2 0:3   | 12:46 – Дамијен Рија 33:20 – Јонас Зигенталер 51:51 – Дин Кукан |                 |       |
| 4 мин | Искључења     | 4 мин                                                           |                 |       |
| 23    | Шутеви на гол | 27                                                              |                 |       |

| 12 мај 2025. 20:20 | Чешка | 7 : 2 (0:0, 4:1, 3:1) | Данска | Јиске Банк Боксен арена, Хернинг Посетилаца: 9.882 |

| Извор | Извор                               | Извор                                      | Извор          | Извор |
| --- | ----------------------------------- | ------------------------------------------ | -------------- | ----- |
| | Данијел Владар                      | Голмани                                    | Фредерик Дикоу |       |
| Мартин Нечас – 23:35 Данијел Газда – 24:23 Давид Паштрњак – 33:52 Лукаш Седлак – 36:21 Мартин Нечас – 44:32 Данијел Вожениљек – 57:43 Роман Червенка – 59:01 | 1:0 2:0 3:0 4:0 4:1 5:1 5:2 6:2 7:2 | 38:47 – Ник Олесен 46:24 – Кристијан Вејсе |                |       |
| 8 мин | Искључења                           | 8 мин                                      |                |       |
| 33 | Шутеви на гол                       | 31                                         |                |       |

| 13. мај 2025. 16:20 | Норвешка | 2 : 5 (1:2, 0:2, 1:1) | Немачка | Јиске Банк Боксен арена, Хернинг Посетилаца: 3.622 |

| Извор                                            | Извор                       | Извор | Извор          | Извор |
| ------------------------------------------------ | --------------------------- | --- | -------------- | ----- |
|                                                  | Јонас Арнцен                | Голмани | Филип Грубауер |       |
| Андреас Мартинсен – 19:50 Јакоб Берглунд – 47:07 | 0:1 0:2 1:2 1:3 1:4 2:4 2:5 | 04:51 – Јасин Ехлиз 16:10 – Марк Михелис 24:56 – Војћех Стаховијак 26:46 – Џошуа Сомански 59:43 – Фредерик Тифелс |                |       |
| 12 мин                                           | Искључења                   | 8 мин |                |       |
| 31                                               | Шутеви на гол               | 30 |                |       |

| 13. мај 2025. 20:20 | Казахстан | 2 : 4 (0:2, 1:0, 1:2) | Мађарска | Јиске Банк Боксен арена, Хернинг Посетилаца: 1.972 |

| Извор                                          | Извор                   | Извор                                                                            | Извор       | Извор |
| ---------------------------------------------- | ----------------------- | -------------------------------------------------------------------------------- | ----------- | ----- |
|                                                | Максим Павленко         | Голмани                                                                          | Бенце Балиж |       |
| Никита Михајлис – 34:32 Валериј Орехов – 59:01 | 0:1 0:2 1:2 1:3 1:4 2:4 | 00:15 – Јанош Хари 18:31 – Иштван Тербоч 40:14 – Вилмош Гало 43:35 – Петер Винце |             |       |
| 8 мин                                          | Искључења               | 10 мин                                                                           |             |       |
| 25                                             | Шутеви на гол           | 28                                                                               |             |       |

| 14 мај 2025. 16:20 | Сједињене Државе | 6 : 5 (пр) (4:1, 1:2, 0:2, 1:0) | Норвешка | Јиске Банк Боксен арена, Хернинг Посетилаца: 3.149 |

| Извор | Извор                                       | Извор | Извор          | Извор |
| --- | ------------------------------------------- | --- | -------------- | ----- |
| | Џереми Свејман                              | Голмани                                                                                                  | Тобијас Норман |       |
| Катер Готје – 04:50 Клејтон Келер – 07:18 Тејџ Томпсон – 12:34 Мајкл Макарон – 17:50 Тејџ Томпсон – 22:55 Тејџ Томпсон – 64:09 | 1:0 2:0 2:1 3:1 4:1 5:1 5:2 5:3 5:4 5:5 6:5 | 09:59 – Стиан Солберг 26:59 – Стиан Солберг 32:48 – Мартин Ренилд 51:08 – Ноа Стен 58:33 – Стиан Солберг |                |       |
| 10 мин | Искључења                                   | 10 мин                                                                                                   |                |       |
| 39 | Шутеви на гол                               | 18 |                |       |

| 14 мај 2025. 20:20 | Казахстан | 1 : 5 (0:0, 0:2, 1:3) | Данска | Јиске Банк Боксен арена, Хернинг Посетилаца: 10.388 |

| Извор                   | Извор                   | Извор | Извор          | Извор |
| ----------------------- | ----------------------- | --- | -------------- | ----- |
|                         | Максим Павленко         | Голмани | Фредерик Диков |       |
| Никита Михајлис – 46:33 | 0:1 0:2 1:2 1:3 1:4 1:5 | 24:20 – Микел Огорд 32:57 – Александер Тру 50:08 – Кристијан Вејсе 50:28 – Александер Тру 59:53 – Ник Олесен |                |       |
| 6 мин                   | Искључења               | 10 мин |                |       |
| 22                      | Шутеви на гол           | 27 |                |       |

| 15 мај 2025. 16:20 | Швајцарска | 5 : 1 (0:0, 4:0, 1:1) | Немачка | Јиске Банк Боксен арена, Хернинг Посетилаца: 5.391 |

| Извор | Извор                   | Извор               | Извор               | Извор |
| --- | ----------------------- | ------------------- | ------------------- | ----- |
| | Леонардо Ђенони         | Голмани             | Матијас Нидербергер |       |
| Дамијен Рије – 24:25 Свен Андригето – 25:49 Свен Андригето – 33:51 Свен Андригето – 34:53 Свен Андригето – 48:15 | 1:0 2:0 3:0 4:0 5:0 5:1 | 58:35 – Јонас Милер |                     |       |
| 8 мин | Искључења               | 10 мин              |                     |       |
| 32 | Шутеви на гол           | 22                  |                     |       |

| 15. мај 2025. 20:20 | Чешка | 6 : 1 (2:0, 1:1, 3:0) | Мађарска | Јиске Банк Боксен арена, Хернинг Посетилаца: 2.939 |

| Извор | Извор                       | Извор                  | Извор    | Извор |
| --- | --------------------------- | ---------------------- | -------- | ----- |
| | Данијел Владар              | Голмани                | Адам Вај |       |
| Давид Паштрњак – 17:30 Јакуб Флек – 19:23 Петр Кодитек – 29:43 Давид Паштрњак – 43:42 Ондржеј Беранек – 46:19 Лукаш Седлак – 47:38 | 1:0 2:0 3:0 3:1 4:1 5:1 6:1 | 35:27 – Андраш Михалик |          |       |
| 2 мин | Искључења                   | 8 мин                  |          |       |
| 32 | Шутеви на гол               | 12                     |          |       |

| 16. мај 2025 16:20 | Мађарска | 2 : 8 (2:1, 0:3, 0:4) | Данска | Јиске Банк Боксен арена, Хернинг Посетилаца: 10.022 |

| Извор                                      | Извор                                   | Извор | Извор                         | Извор |
| ------------------------------------------ | --------------------------------------- | --- | ----------------------------- | ----- |
|                                            | Адам Вај                                | Голмани | Фредерик Диков Себастијан Дам |       |
| Петер Винце – 00:33 Андраш Михалик – 06:23 | 1:0 2:0 2:1 2:2 2:3 2:4 2:5 2:6 2:7 2:8 | 13:22 – Микел Огорд 27:37 – Маркус Лауридсен 34:23 – Јеспер Јенсен 34:49 – Патрик Расел 43:41 – Микел Огорд 48:45 – Матијас Бав Хансен 49:13 – Микел Огорд 52:53 – Маркус Лауридсен |                               |       |
| 12 мин                                     | Искључења                               | 8 мин |                               |       |
| 12                                         | Шутеви на гол                           | 41 |                               |       |

| 16. мај 2025 20:20 | Швајцарска | 3 : 0 (2:0, 1:0, 0:0) | Норвешка | Јиске Банк Боксен арена, Хернинг Посетилаца: 3.837 |

| Извор                                                            | Извор         | Извор   | Извор        | Извор |
| ---------------------------------------------------------------- | ------------- | ------- | ------------ | ----- |
|                                                                  | Стефан Шарлен | Голмани | Јонас Арнцен |       |
| Свен Андригето – 08:56 Грегори Хофман – 14:15 Тајлер Мој – 28:03 | 1:0 2:0 3:0   |         |              |       |
| 8 мин                                                            | Искључења     | 10 мин  |              |       |
| 28                                                               | Шутеви на гол | 12      |              |       |

| 17 мај 2025. 12:20 | Сједињене Државе | 6 : 3 (3:0, 0:3, 3:0) | Немачка | Јиске Банк Боксен арена, Хернинг Посетилаца: 9.595 |

| Извор | Извор                               | Извор                                                          | Извор                              | Извор |
| --- | ----------------------------------- | -------------------------------------------------------------- | ---------------------------------- | ----- |
| | Џои Дакорд                          | Голмани                                                        | Филип Грубауер Матијас Нидербергер |       |
| Тејџ Томпсон – 01:42 Френк Назар – 09:43 Дру О'Конор– 14:17 Конор Гарланд – 44:50 Логан Кули – 56:31 Клејтон Келер – 58:07 | 1:0 2:0 3:0 3:1 3:2 3:3 4:3 5:3 6:3 | 28:43 – Ерик Мик 34:43 – Јонас Милер 35:31 – Војћех Стаховијак |                                    |       |
| 4 мин | Искључења                           | 10 мин                                                         |                                    |       |
| 44 | Шутеви на гол                       | 21                                                             |                                    |       |

| 17 мај 2025. 16:20 | Чешка | 8 : 1 (1:0, 3:0, 4:1) | Казахстан | Јиске Банк Боксен арена, Хернинг Посетилаца: 7.112 |

| Извор | Извор                               | Извор                        | Извор                                  | Извор |
| --- | ----------------------------------- | ---------------------------- | -------------------------------------- | ----- |
| | Карел Вејмелка                      | Голмани                      | Џелал-ад-Дин Амирбеков Максим Павленко |       |
| Матеј Странски – 05:19 Јакуб Флек – 21:26 Матеј Странски – 32:19 Роман Червенка – 37:04 Адам Клапка – 41:06 Роман Червенка – 53:13 Роман Червенка – 55:44 Адам Клапка – 59:22 | 1:0 2:0 3:0 4:0 5:0 5:1 6:1 7:1 8:1 | 47:36 – Вјачеслав Колесников |                                        |       |
| 6 мин | Искључења                           | 8 мин                        |                                        |       |
| 33 | Шутеви на гол                       | 22                           |                                        |       |

| 17 мај 2025. 20:20 | Данска | 6 : 3 (2:1, 3:1, 1:1) | Норвешка | Јиске Банк Боксен арена, Хернинг Посетилаца: 10.500 |

| Извор | Извор                               | Извор                                                                          | Извор                       | Извор |
| --- | ----------------------------------- | ------------------------------------------------------------------------------ | --------------------------- | ----- |
| | Фредерик Диков                      | Голмани                                                                        | Јонас Арнцен Тобијас Норман |       |
| Патрик Расел – 13:42 Микел Огорд – 14:38 Јонас Рендбјерг – 27:25 Јоаким Бликфелд – 30:32 Јонас Рендбјерг – 34:59 Ник Олсен – 49:46 | 1:0 2:0 2:1 3:1 4:1 5:1 5:2 6:2 6:3 | 15:14 – Еирик Естрем Салстен 36:59 – Јакоб Берглунд 59:37 – Томас Валкве Олсен |                             |       |
| 6 мин | Искључења                           | 37 мин                                                                         |                             |       |
| 47 | Шутеви на гол                       | 27                                                                             |                             |       |

| 18. мај 2025. 16:20 | Казахстан | 1 : 6 (0:0, 0:5, 1:1) | Сједињене Државе | Јиске Банк Боксен арена, Хернинг Посетилаца: 3.968 |

| Извор                   | Извор                              | Извор | Извор          | Извор |
| ----------------------- | ---------------------------------- | --- | -------------- | ----- |
|                         | Сергеј Кудриавтсев Максим Павленко | Голмани | Џереми Свејман |       |
| Владимир Волков – 59:10 | 0:1 0:2 0:3 0:4 0:5 0:6 1:6        | 26:58 – Франк Назар 31:46 – Џексон Лакомб 34:00 – Тејџ Томпсон 34:58 – Мети Бенирс 39:04 – Мајкл Кеселринг 45:54 – Зек Веренски |                |       |
| 4 мин                   | Искључења                          | 4 мин |                |       |
| 17                      | Шутеви на гол                      | 38 |                |       |

| 18. мај 2025. 20:20 | Мађарска | 0 : 10 (0:2, 0:3, 0:5) | Швајцарска | Јиске Банк Боксен арена, Хернинг Посетилаца: 2.846 |

| Извор | Извор                                    | Извор | Извор           | Извор |
| ----- | ---------------------------------------- | --- | --------------- | ----- |
|       | Адам Вај                                 | Голмани | Леонардо Ђенони |       |
|       | 0:1 0:2 0:3 0:4 0:5 0:6 0:7 0:8 0:9 0:10 | 05:44 – Андрес Амбил 07:25 – Тимо Меиер 31:57 – Доминик Егли 33:24 – Тимо Меиер 35:21 – Јанис Жером Мозер 50:03 – Доминик Егли 50:51 – Андрес Амбил 54:49 – Андреа Глаузер 58:53 – Андрес Амбил 59:20 – Кевин Фиала |                 |       |
| 6 мин | Искључења                                | 4 мин |                 |       |
| 6     | Шутеви на гол                            | 37 |                 |       |

| 19. мај 2025. 16:20 | Немачка | 0 : 5 (0:1, 0:2, 0:2) | Чешка | Јиске Банк Боксен арена, Хернинг Посетилаца: 8.221 |

| Извор | Извор               | Извор                                                                                                 | Извор          | Извор |
| ----- | ------------------- | --- | -------------- | ----- |
|       | Матијас Нидербергер | Голмани                                                                                               | Данијел Владар |       |
|       | 0:1 0:2 0:3 0:4 0:5 | 05:51 – Давид Пастрњак 26:43 – Лукаш Седлак 29:07 – Јакуб Флек 40:43 – Јакуб Лауко 56:40 – Јакуб Флек |                |       |
| 4 мин | Искључења           | 4 мин                                                                                                 |                |       |
| 19    | Шутеви на гол       | 25 |                |       |

| 19. мај 2025. 20:20 | Мађарска | 0 : 1 (0:1, 0:0 0:0) | Норвешка | Јиске Банк Боксен арена, Хернинг Посетилаца: 2.808 |

| Извор | Извор         | Извор            | Извор          | Извор |
| ----- | ------------- | ---------------- | -------------- | ----- |
|       | Бенце Балиж   | Голмани          | Тобијас Норман |       |
|       | 0:1           | 06:28 – Ноа Стен |                |       |
| 8 мин | Искључења     | 12 мин           |                |       |
| 17    | Шутеви на гол | 25               |                |       |

| 20. мај 2025. 12:20 | Швајцарска | 4 : 1 (0:1, 1:0, 3:0) | Казахстан | Јиске Банк Боксен арена, Хернинг Посетилаца: 3.833 |

| Извор | Извор         | Извор | Извор | Извор |
| ----- | ------------- | ----- | ----- | ----- |
|       |               |       |       |       |
|       |               |       |       |       |
| 4 мин | Искључења     | 6 мин |       |       |
| 39    | Шутеви на гол | 16    |       |       |

| 20. мај 2025. 16:20 | Чешка | 2 : 5 (0:1, 2:0, 0:4) | Сједињене Државе | Јиске Банк Боксен арена, Хернинг Посетилаца: 8.441 |

| Извор  | Извор         | Извор  | Извор | Извор |
| ------ | ------------- | ------ | ----- | ----- |
|        |               |        |       |       |
|        |               |        |       |       |
| 22 мин | Искључења     | 18 мин |       |       |
| 27     | Шутеви на гол | 56     |       |       |

| 20. мај 2025. 20:20 | Немачка | 1 : 2 (пен) (0:0, 1:0, 0:1, 0:0, 0:1) | Данска | Јиске Банк Боксен арена, Хернинг Посетилаца: 10.500 |

| Извор | Извор         | Извор  | Извор | Извор |
| ----- | ------------- | ------ | ----- | ----- |
|       |               |        |       |       |
|       |               |        |       |       |
| 8 мин | Искључења     | 10 мин |       |       |
| 26    | Шутеви на гол | 27     |       |       |

## Елиминациона фаза
Парови четвртфинала одређени су на основу пласмана у групној фази такмичења, док је за полуфинале обављен накнадни жреб на коме су парови одређени на основу пласмана на ранг листи ИИХФ-а (по систему где је најбоља екипа играла са најлошијом)

### Четвртфинале
| 22. мај 2025. 16:20 | Сједињене Државе | 5 : 2 (1:1, 2:1, 2:0) | Финска | Авичи арена, Стокхолм Посетилаца: 9.642 |

| Извор                                                                                                  | Извор                      | Извор                                        | Извор      | Извор |
| --- | -------------------------- | -------------------------------------------- | ---------- | ----- |
| | Џереми Свејман             | Голмани                                      | Јусе Сарос |       |
| Конор Гарланд – 04:50 Зив Бујум – 34:53 Конор Гарланд – 36:04 Шејн Пинто – 45:52 Клејтон Келер – 57:15 | 1:0 1:1 1:2 :2 3:2 4:2 5:2 | 12:58 – Ели Толванен 27:46 – Патрик Пуистола |            |       |
| 10 мин                                                                                                 | Искључења                  | 8 мин                                        |            |       |
| 28 | Шутеви на гол              | 22                                           |            |       |

| 22. мај 2025. 16:20 | Швајцарска | 6 : 0 (3:0, 2:0, 1:0) | Аустрија | Јиске Банк Боксен арена, Хернинг Посетилаца: 2.621 |

| Извор | Извор                   | Извор   | Извор        | Извор |
| --- | ----------------------- | ------- | ------------ | ----- |
| | Леонардо Ђенони         | Голмани | Давид Кикерт |       |
| Кристоф Берчи – 06:38 Тимо Меиер – 11:03 Кен Јегер – 14:17 Кевин Фиала – 23:32 Сандро Шмид – 24:36 Симон Кнак – 51:46 | 1:0 2:0 3:0 4:0 5:0 6:0 |         |              |       |
| 12 мин | Искључења               | 35 мин  |              |       |
| 40 | Шутеви на гол           | 13      |              |       |

| 22. мај 2025. 20:20 | Шведска | 5 : 2 (3:0, 1:1, 1:1) | Чешка | Авичи арена, Стокхолм Посетилаца: 12.530 |

| Извор | Извор                       | Извор                                        | Извор                         | Извор |
| --- | --------------------------- | -------------------------------------------- | ----------------------------- | ----- |
| | Јакоб Маркстром             | Голмани                                      | Карел Вејмелка Данијел Владар |       |
| Лео Карлсон – 12:40 Лукас Рејмонд – 16:52 Лукас Рејмонд – 19:33 Лео Карлсон – 34:05 Филип Форсберг – 55:04 | 1:0 2:0 3:0 3:1 4:1 4:2 5:2 | 23:04 – Роман Червенка 48:33 – Михаел Шпачек |                               |       |
| 8 мин | Искључења                   | 6 мин                                        |                               |       |
| 33 | Шутеви на гол               | 26                                           |                               |       |

| 22. мај 2025. 20:20 | Канада | 1 : 2 (0:0, 0:0, 1:2) | Данска | Јиске Банк Боксен арена, Хернинг Посетилаца: 10.500 |

| Извор                  | Извор            | Извор                                    | Извор          | Извор |
| ---------------------- | ---------------- | ---------------------------------------- | -------------- | ----- |
|                        | Џордан Бинингтон | Голмани                                  | Фредерик Диков |       |
| Травис Санхајм – 45:17 | 1:0 1:1 1:2      | 57:43 – Николај Елерс 59:11 – Ник Олесен |                |       |
| 6 мин                  | Искључења        | 10 мин                                   |                |       |
| 40                     | Шутеви на гол    | 33                                       |                |       |

### Полуфинале
| 24. мај 2025. 14:20 | Шведска | 2 : 6 (0:2, 0:2, 2:2) | Сједињене Државе | Авичи арена, Стокхолм Посетилаца: 12.530 |

| Извор                                            | Извор                           | Извор | Извор          | Извор |
| ------------------------------------------------ | ------------------------------- | --- | -------------- | ----- |
|                                                  | Јакоб Маркстром Самјуел Ерсон   | Голмани | Џереми Свејман |       |
| Вилијам Ниландер – 46:32 Елијас Линдхолм – 47:13 | 0:1 0:2 0:3 0:4 1:4 2:4 2:5 2:6 | 06:52 – Брејди Шеј 17:13 – Катер Готје 31:07 – Конор Гарланд 37:03 – Мики Ејсимонт 51:09 – Џексон Лакомб 55:53 – Шејн Пинто |                |       |
| 29 мин                                           | Искључења                       | 28 мин |                |       |
| 2                                                | Шутеви на гол                   | 4 |                |       |

| 24. мај 2025. 18:20 | Швајцарска | 7 : 0 (3:0, 1:0, 3:0) | Данска | Авичи арена, Стокхолм Посетилаца: 12.530 |

| Извор | Извор                       | Извор   | Извор                         | Извор |
| --- | --------------------------- | ------- | ----------------------------- | ----- |
| | Леонардо Ђенони             | Голмани | Фредерик Диков Себастијан Дам |       |
| Нино Нидерајтер – 09:23 Кен Јегер – 12:47 Нино Нидерајтер – 17:23 Денис Малгин – 37:38 Сандро Шмид – 44:48 Дамијен Рије – 52:02 Тајлер Мој – 53:26 | 1:0 2:0 3:0 4:0 5:0 6:0 7:0 |         |                               |       |
| |                             |         |                               |       |
| |                             |         |                               |       |

### Утакмица за бронзану медаљу
| 25. мај 2025. 15:20 | Шведска | 6 : 2 (0:0, 3:0, 3:2) | Данска | Авичи арена, Стокхолм Посетилаца: 12.530 |

| Извор | Извор                           | Извор                                    | Извор          | Извор |
| --- | ------------------------------- | ---------------------------------------- | -------------- | ----- |
| | Самјуел Ерсон                   | Голмани                                  | Фредерик Диков |       |
| Микаел Баклунд – 25:16 Микаел Баклунд – 29:50 Маркус Јохансон – 37:09 Лукас Рејмонд – 42:55 Маркус Јохансон – 48:25 Мика Зибанеџад – 55:03 | 1:0 2:0 3:0 4:0 4:1 4:2 5:2 6:2 | 43:15 – Ник Олесен 46:02 – Николај Елерс |                |       |
| 4 мин | Искључења                       | 4 мин                                    |                |       |
| 37 | Шутеви на гол                   | 18                                       |                |       |

### Утакмица за златну медаљу
| 25. мај 2025. 20:20 | Швајцарска | 0 : 1 (пр) (0:0, 0:0, 0:0, 0:1) | Сједињене Државе | Авичи арена, Стокхолм |

|       | Леонардо Ђенони | Голмани              | Џереми Свејман |  |
|       | 0:1             | 62:02 – Тејџ Томпсон |                |  |
| 4 мин | Искључења       | 4 мин                |                |  |
|       |                 |                      |                |  |